# 青磁色

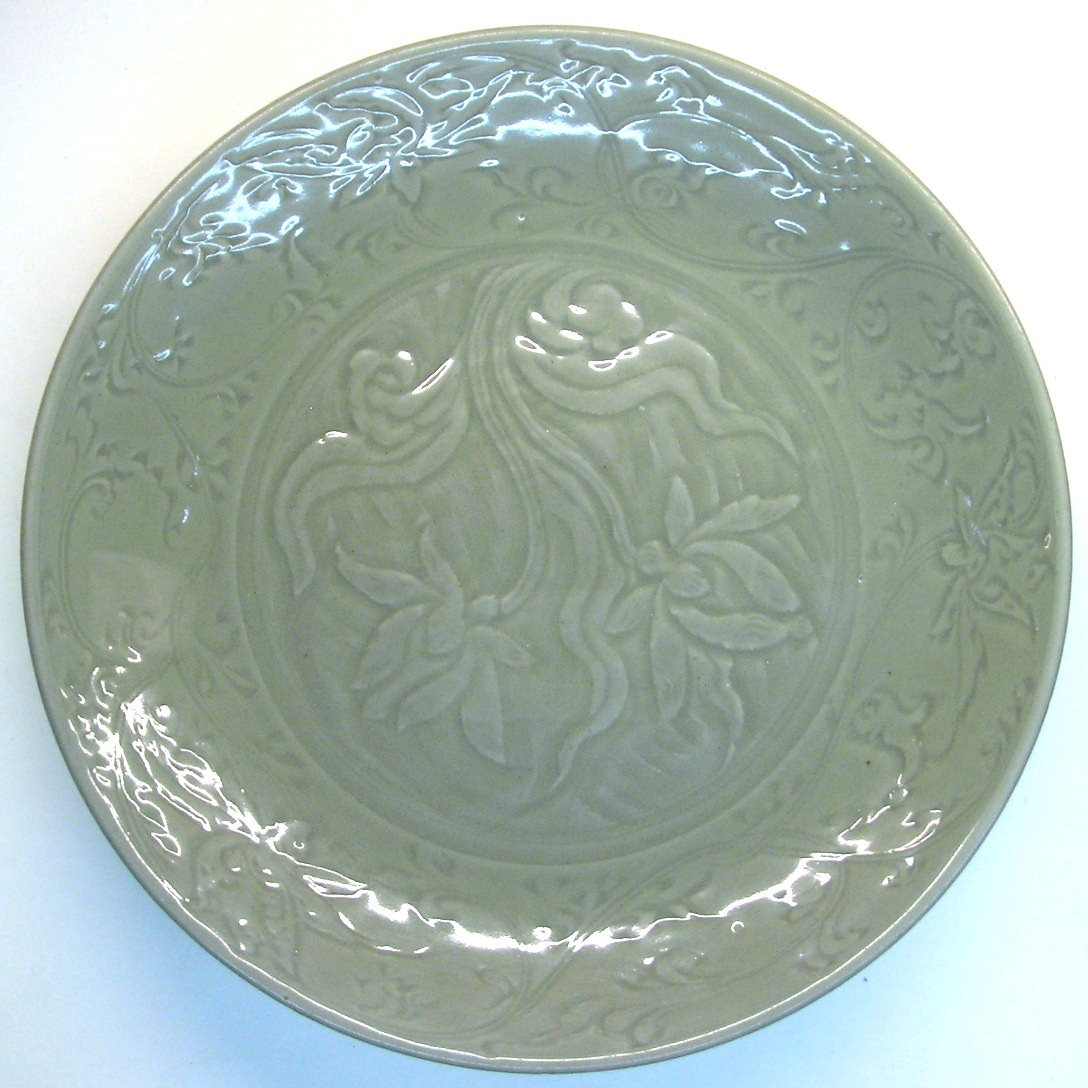
青磁の皿

青磁色（青瓷色、せいじいろ）とは、青磁に似た薄い緑色のことである。JIS慣用色名にも指定されている。
英語名セラドン（celadon）も青磁を表す。また秘色（ひそく・ひしょく）とも呼ばれる。

## 概要
唐代の中国・越州窯で淡青色の磁器が焼成されるようになると、この色が当時の皇帝に珍重され、この色をした青磁がもっぱら宮廷内で使用されるものとして民間に出回るのを禁じられたため、この色が「秘色」と呼ばれるようになった。その後日本にも青磁は渡来してきたが、当時の平安時代のころでも秘色と呼ばれ、「青磁色」と呼ばれるようになった。現物の青磁には、若干緑がかったものから浅黄色に近いものまで幅広く、そのため青磁色という言葉のさす色も時によりばらつきがある。
しかし、その後日本ではこの色が染物として作られ、この言葉は青磁器のみの色をさすものではなくなっていく。藍草の生葉を杵でついて出した汁を銅で媒染するとこの色に染まるという。
なおJISでは右図のように色が定義されている。

## 近似色
- 青緑色
- 緑